# ساندرينغهام
ساندرينغهام هي قرية وأبرشية مدنية تقع شمال مقاطعة نورفولك الإنجليزية على بعد 2 كيلومتر (1.2 ميل) جنوب ديرسينغهام، 12 كيلومتر (7.5 ميل) شمال كينغز لين و 60 كيلومتر (37 ميل) شمال غرب نورويتش.
.

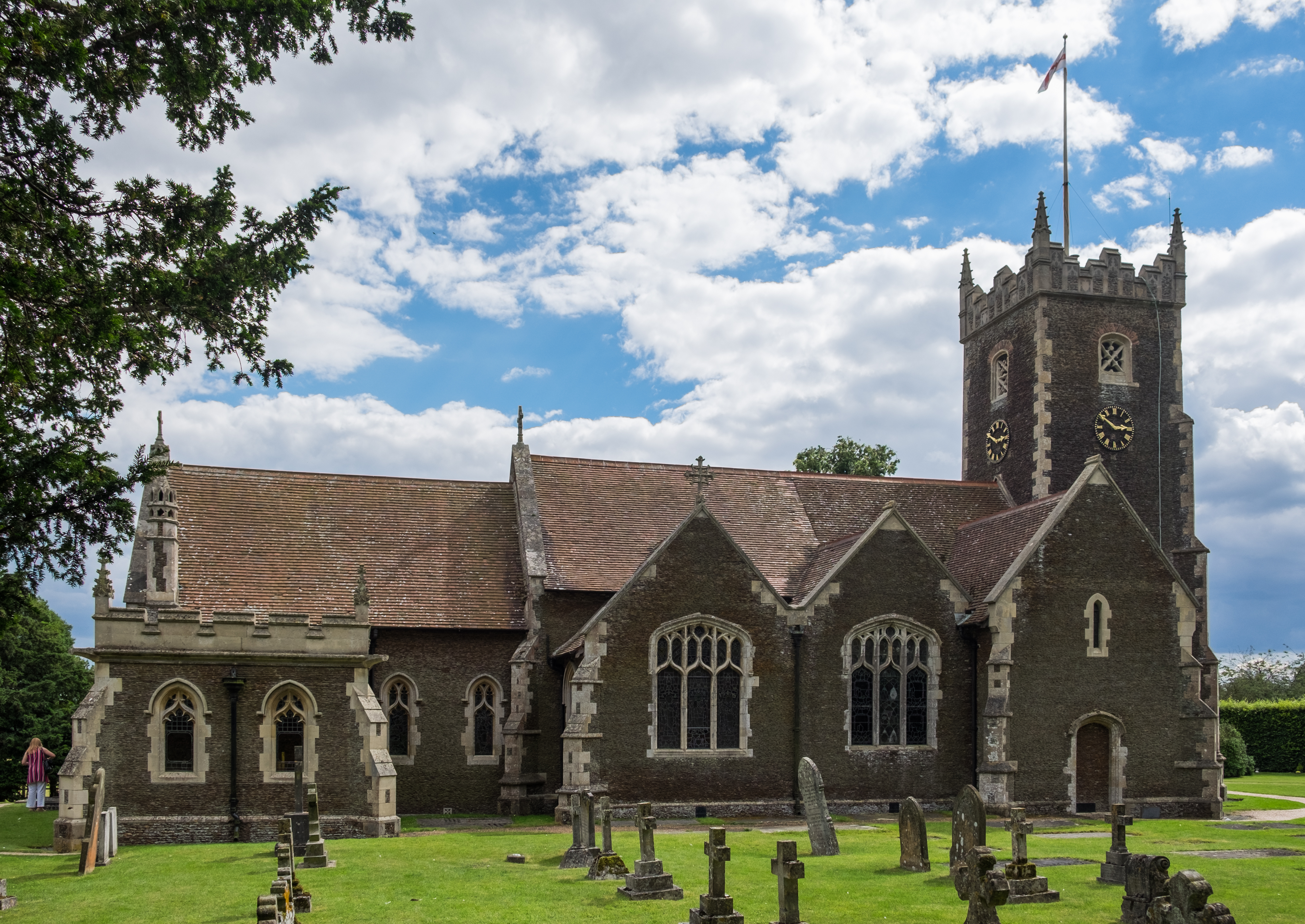
كنيسة القديسة مريم المجدلية، حيث تم زفاف الأميرة ديانا

تمتد الأبرشية المدنية شرقاً من قرية ساندرينغهام إلى شاطئ «ذا واش» مسافة 6 كيلومتر (3.7 ميل)، وتشمل قرى غرب نيوتن وولفرتون. تبلغ مساحتها 41.91 كيلومتر مربع (16.18 ميل2) كان عدد سكانها 402 في 176 أسرة سنة 2001. ثم زاد عدد السكان إلى 437 في تعداد 2011.
تقع الأبرشية في منطقة كينغز لين وويست نورفولك.
كما تشتهر ساندرينغهام بموقع ساندرينغهام هاوس وعقاراته، وهو بيت العطلات المفضل للملكة إليزابيث الثانية وللعديد من أسلافها. كما توجد مزرعة ملكية بالقرب منه، بالإضافة لمزرعة الخيول التي تضم العديد من الخيول الملكية. كما أن القرية هي مسقط رأس ديانا، أميرة ويلز. 

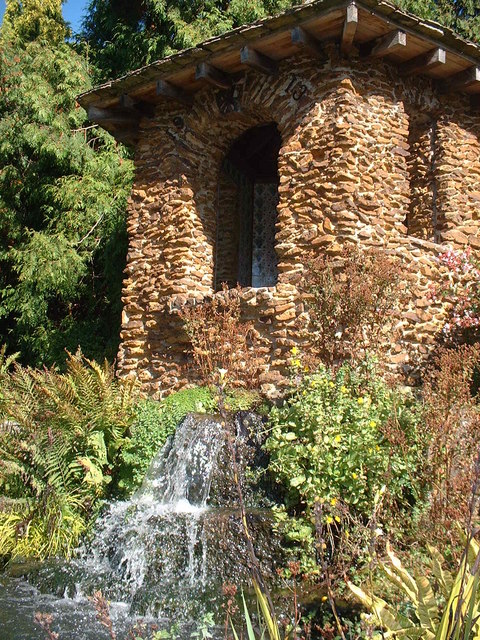
بيت الملكة أليكساندرا

فيما يتعلق بالمواصلات العامة، يتم الوصول إلى ساندرينغهام بواسطة خط الحافلة رقم 35 بين كينغز لين وهانتستانتون، الذي تديره شركة لينكس للمواصلات.

## أعلام
- سارة مكوركوديل
- ديانا أميرة ويلز
- جين فيلوز